# Paradrymonia sericea
Paradrymonia sericea är en tvåhjärtbladig växtart som beskrevs av Wiehler. Paradrymonia sericea ingår i släktet Paradrymonia och familjen Gesneriaceae. Inga underarter finns listade i Catalogue of Life.